# Вівчарик гімалайський
Вівчарик гімалайський (Phylloscopus affinis) — вид горобцеподібних птахів родини вівчарикових (Phylloscopidae).

## Поширення
Птах поширений в Гімалаях та на півдні Китаю. На зимівлю мігрує у південніші регіони.